# Lady Deathstrike
Lady Deathstrike, conosciuta anche solo come Deathstrike, il cui vero nome è Yuriko Oyama, è un personaggio immaginario dei fumetti creato da Dennis O'Neil (testi) e Larry Hama (disegni), pubblicato dalla Marvel Comics. La sua prima apparizione, come Yuriko Oyama avvenne in Daredevil n. 197 (agosto 1983), disegnata da Klaus Janson e William Johnson, mentre sotto le sembianze della cyborg Lady Deathstrike, per i disegni di Barry Windsor-Smith, apparve su Alpha Flight n. 33 (1985). Sebbene la sua creazione sia da attribuire al duo O'Neil/Hama, la definizione del personaggio avvenne grazie all'opera degli sceneggiatori Bill Mantlo e Chris Claremont. Fu grazie al secondo, che si riuscì a connettere il personaggio di Yuriko con Wolverine e gli X-Men, e di seguito con tutto il resto dell'universo mutante Marvel.

## Biografia del personaggio

### Origini
Nata ad Osaka, Giappone, Yuriko Oyama era figlia del signore del crimine Lord Ventonero, scienziato che elaborò il processo per legare l'adamantio allo scheletro umano. Pilota kamikaze durante la seconda guerra mondiale, Ventonero scontò la vergogna per il suo fallito attentato al suolo americano sfregiando il proprio volto così come quello dei due suoi altri figli, morti poi mentre lo servivano fedelmente. Rivoltatasi contro il padre, sia a causa della perdita dei fratelli che per il trattamento che l'uomo le riservava, Yuriko si alleò con Devil in modo da far fuggire dalle grinfie paterne il suo amato Kiro. Dopo aver ucciso il padre tentò di fuggire con Kiro, tuttavia la fedeltà che il giovane nutriva per Ventonero lo spinse a suicidarsi piuttosto che accostarsi a lei e vivere nel disonore. Accortasi che i manoscritti riportanti la teoria della fissione dell'adamantio erano stati rubati, Yuriko decise di abbracciare gli ideali paterni e abbigliata alla maniera dei samurai andò in cerca di vendetta. Si scontrò quindi con Wolverine, credendolo il colpevole del furto poiché il suo intero scheletro era ricoperto d'adamantio, tuttavia venne sconfitta dalle forze congiunte del mutante e di Vendicatore degli Alpha Flight. Oramai conosciuta con il nome di Lady Deathstrike, raggiunse il Mojoverso dove si sottopose alle manipolazioni di Spirale, che le donò oltre a diverse parti cibernetiche cinque paia di artigli d'adamantio e fuse lo stesso metallo con ciò che rimaneva del suo scheletro. Tornata nella propria dimensione si alleò prima con il Club infernale e poi con i Reavers di Donald Pierce, individui che avevano rinunciato alla propria fisiologia umana in favore di quella cibernetica e che spesso si scontravano con gli X-Men. Tempo dopo, la maggior parte dei Reavers fu annientata dalle sentinelle che il viaggiatore temporale Trevor Fitzroy portò con sé dal futuro, tuttavia Deathstrike sopravvisse e più tardi si scontrò a fianco di Sabretooth contro Wolverine in mezzo a Times Square. Rinunciato brevemente all'idea di uccidere l'uomo, Deathstrike si unì agli X-Men giusto il tempo necessario per sconfiggere Stryfe, ma dopo che Magneto strappò l'adamantio dalle ossa di Wolverine, Yuriko non vide più la ragione di togliergli la vita, anzi non vide onore nello sconfiggerlo adesso che non potevano lottare ad armi pari. Deathstrike apparve tempo dopo come alleata di William Stryker, tuttavia una volta contagiata da un virus cibernetico proveniente da Mount Heaven, la donna incominciò a fare a pezzi i suoi alleati per poi essere sconfitta dagli X-Treme X-Men. Successivamente, quando Rogue rispose alla chiamata di Sole Ardente ed arrivò in Giappone, la cyborg catturò sia lei che l'uomo imprigionandoli assieme. Durante il seguente scontro, tranciò le gambe del mutante asiatico, cosa che forzò Rogue ad assorbirne i poteri pirici per poterla sconfiggere.

### Civil War
Durante la Civil War, Lady Deathstrike è mostrata come una dei membri del gruppo criminale al soldo del governo, i Thunderbolts. Assieme a Venom, Jester, Bullseye, Jack Lanterna, Taskmaster e Songbird, viene scatenata contro il gruppo dei Vendicatori Segreti guidati da Capitan America, che si oppongono all'Atto di Registrazione dei Superumani. Dopo la battaglia finale in Times Square, New York, viene arrestata nuovamente e portata nella Zona negativa.

### Messiah Complex
Durante gli eventi di Messiah Complex, alleatasi con i Purificatori Lady Deathstrike viene mostrata come nuova leader dei Reavers. Assieme al gruppo di cyborg si scontra con i New X-Men e ferisce gravemente Satiro, per poi partire alla ricerca di Cable. Dopo un breve scontro con la nuova X-Force, viene sconfitta e fatta a pezzi da X-23.

### Sorellanza
Riapparsa nel Corpaio di Spirale, Yuriko riceve l'invito della Regina Rossa a prendere parte alla sua Sorellanza. In cambio della sua collaborazione ai piani della donna contro gli X-Men, le viene promessa la resurrezione di una persona a lei cara.

## Poteri e abilità
Modificato dall'operato di Spirale, il corpo cibernetico di Yuriko dispone adesso di forza, velocità, agilità e riflessi superumani, oltre a ciò è dotata di ben dieci artigli d'adamantio, della lunghezza di 300 mm ed allungabili a seconda del suo volere, mentre la stessa lega ricopre ciò che rimane del suo scheletro. Grazie ad un sofisticato e tecnologico fattore rigenerante è capace di curare qualsiasi danno fisico o cibernetico che affligge il suo corpo, e tramite interfacce digitali può connettersi sia a macchinari, che a sistemi informatici. Yuriko, inoltre, è abilissima nelle arti marziali giapponesi, come il Kenjutsu, oltre ad essere un'inafferabile ladra, assassina e terrorista.

## Altre versioni

### Ultimate
La versione Ultimate di Deathstrike è una ragazza, Yuri, dotata di un notevole fattore rigenerante.

Yuri è legata più a Tempesta che a Wolverine: le due ragazze hanno infatti militato per un lungo periodo nella gilda dei ladri guidata dal Re delle Ombre. Dopo la fuga di Tempesta Yuri è stata inviata alla sua ricerca.

Dotata di dieci temibili artigli d'adamantio, la giovane viene sconfitta da Wolverine e poi imprigionata nel Triskelion, penitenziario sotto la giurisdizione degli Ultimates.

## Altri media

### Televisione
Deathstrike appare nell'episodio in due parti Ritorno al passato della serie animata Insuperabili X-Men, con la voce italiana di Elisabetta Spinelli. Nel cartone il background del personaggio è molto diverso dai fumetti, in quanto Yuriko, pur mantenendo il proprio nome originale, è stata in parte fusa con Mariko Yashida, diventando un'ex fiamma giapponese di Wolverine. Per uno scherzo del destino il padre di Yuriko era proprio lo scienziato che creò il procedimento di assorbimento dell'adamantio a cui Logan fu forzatamente sottoposto e che morì nella fuga dell'artigliato mutante. Spinta dalla vendetta, Yuriko rinnegò l'amore che provava per Logan e (unitasi ai Reavers) si sottopose ad una serie d'esperimenti che la trasformarono in Deathstrike, con l'obiettivo di vendicarsi al più presto.

### Videogiochi
Lady Deathstrike compare nel videogioco X-Men: Il gioco ufficiale e in X-Men Legends II: L'Era di Apocalisse oltre ad essere il boss finale di X-Men 2: La vendetta di Wolverine e uno dei boss di Marvel: La Grande Alleanza 2

### Cinema
- Yuriko, interpretata dall'attrice statunitense Kelly Hu, appare come antagonista secondaria nel film X-Men 2 (2003), è una mutante dotata di fattore rigenerante e artigli d'adamantio soggiogata, attraverso un siero, alla volontà del colonnello William Stryker. Durante lo svolgimento della pellicola, è la principale avversaria di Wolverine, per mano del quale perisce dopo un violento combattimento, quando Wolverine le inietta nel corpo una dose esagerata di adamantio uccidendola.
- Appare anche nel film animato della Lionsgate Hulk Vs. Thor e Wolverine (2009). In questo film viene presentata come uno dei membri di Arma-X insieme a Sabretooth, Omega Red e Deadpool.
- Lady Deathstrike è riapparsa anche come antagonista minore nel trentaquattresimo film del Marvel Cinematic Universe Deadpool & Wolverine (2024), interpretata da Jade Lye.